# Distretto di Chau Thanh (An Giang)
Il distretto di Chau Thanh (vietnamita: Châu Thành) è un distretto (huyện) del Vietnam  della provincia di An Giang nella regione del Delta del Mekong.
La popolazione è pari a 171 480 abitanti (stima del 2003), il distretto occupa una superficie di 347 km². Il capoluogo è la città di An Chau.